# Pedro (usurpador hispanorromano)
Pedro (en latín: Petrus) fue un usurpador hispanorromano de comienzos del siglo VI mencionado en dos fuentes menores: las Consularia Caesaraugustana y el Victoris Tunnunnensis Chronicon. Tras rebelarse contra los gobernantes visigodos de Hispania, fue arrestado y ejecutado en 506 cuando los visigodos capturaron la ciudad de Dertosa. Su cabeza fue enviada como trofeo a Caesaraugusta.
No se sabe nada más sobre él, pero parece que fue el segundo gobernante hispanorromano, después de Burdunelo, que intentó instaurar su autoridad en el valle del Ebro después de la caída del Imperio Romano de Occidente.